# Sergiolus magnus
Sergiolus magnus är en spindelart som först beskrevs av Bryant 1948.  Sergiolus magnus ingår i släktet Sergiolus och familjen plattbuksspindlar. Inga underarter finns listade i Catalogue of Life.